# Liviu Ciulei
Liviu Ciulei (Bukarest, 1923. július 7. – 2011. október 25.) román színész, rendező, díszlettervező, egyetemi tanár.

## Élete
Tanulmányait a Bukaresti Építészeti Főiskolán valamint a Bukaresti Zenei és Színházi Konzervatóriumban végezte el.
1945 óta színész a bukaresti Bulandra, Odeon és C. Nottara színházakbaan. 1946 óta színházi rendező, díszlettervező. 1962-től tíz évig a bukaresti Lucia Sturdza Bulandra Színház rendezője volt, 1972 óta tiszteletbeli rendezője. 1978 óta a Lincoln Center Vivian Beaumont Színház rendezői tanácsának tagja. 1980-1984 között a minneapolisi Guthrie Színház rendezője, a Columbia Egyetemen rendezést tanít. 1988-2003 között a New York-i Egyetem professzora volt. 1990-ben hazatért.
Rendez a berlini Schillertheaterben, Bukarestben, a göttingeni Deutsches Theaterben, a Düsseldorfschauspielhausban, a berlini Freie Volksbühnében, Washingtonban, Vancouverben, Münchenben, Mannheimben, Essenben, Párizsban, Sydneyben, New Yorkban, Budapesten, Leningrádban, Moszkvában, Firenzében, Regensburgban, Edinburghban, Amszterdamban.

## Színházi munkái

### Színészként
- William Shakespeare: Szentivánéji álom....Puck
- William Shakespeare: Ahogy tetszik....Oliver
- Henrik Ibsen: Nóra....Krogstadt
- Gorkij: Az utolsók....Pjotr
- Gorkij: A Nap fiai....Protaszov
- Csehov: Sirály....Trepljov
- George Bernard Shaw: Szent Johanna....Dunois
- Büchner: Danton halála....Danton

### Rendezőként
- Gorkij: Éjjeli menedékhely (1960)
- William Shakespeare: Ahogy tetszik (1961)
- Bertolt Brecht: Háromgarasos opera (1964)
- Büchner: Danton halála (1967)
- William Shakespeare: Macbeth (1968)
- Csehov: Sirály (1968)
- William Shakespeare: II. Richárd (1969)
- Jonson: Volpone (1970)
- Büchner: Leonce és Léna (1970)
- Foster: I. Erzsébet (1974)
- Csehov: Cseresznyéskert (1975)
- O'Neill: Hosszú út az éjszakába (1976)
- Wedekind: A tavasz ébredése (1977)
- A főfelügyelő (1978)
- William Shakespeare: Hamlet (1978)
- William Shakespeare: A vihar (1979)
- Ibsen: Peer Gynt (1983)
- William Faulkner: Rekviem egy apácáért (1984)
- William Shakespeare: Szentivánéji álom (1988)
- Luigi Pirandello: Hat szerep keres egy szerzőt (1988)
- Euripidész: Bakkhánsnők (1988)

### Operák
- Sosztakovics: Kisvárosi Lady Macbeth
- A játékos
- Wolfgang Amadeus Mozart: Così fan tutte
- Alban Berg: Wozzeck
- Giuseppe Verdi: Falstaff

## Filmek
- Fekete arany (1957)
- Tűz a Dunán (1958) (rendező, színész)
- Az igazi vizsga (1960) (színész)
- A Duna hullámai (1960)
- Akasztottak erdeje (1966) (rendező, színész)
- Macbett (1973) (rendező)
- A köd (1973) (színész)

## Díjai
- Karlovy Vary-i fesztivál nagydíja (1960)
- A cannes-i filmfesztivál díja a legjobb rendezésért (1965)
- Állami Díj (1962)